# Zargoulou
Zargoulou est un village de la région de Kelbajar en Azerbaïdjan.

## Histoire
En 1993-2020, Zargoulou était sous le contrôle des forces armées arméniennes. Le 25 novembre 2020, sur la base d'un accord trilatéral entre l'Azerbaïdjan, l'Arménie et la Russie en date du 10 novembre 2020, la région de Kelbajar, y compris le village de Zargoulou, a été restituée sous le contrôle de l'Azerbaïdjan. 

## Sources
Chirin su, Soyudlu boulaghi, Seyfaddinin boulaghi, Kachinin boulaghi, Sari boulag, Chor boulag, Mehbalinin boulaghi, Turch su, Elyasin boulaghi, Qurdlu boulag, Savalan boulaghi, Bec boulag, Boyuksu boulaghi, Chor derenin boulaghi, etc.